# Kobylnik (majątek)
Kobylnik − dawny majątek. Obecnie część agromiasteczka Narocz na Białorusi, w obwodzie mińskim, w rejonie miadzielskim, w sielsowiecie Narocz.

## Historia
W czasach zaborów dwa folwarki w gminie Kobylnik, w powiecie święciańskim, w guberni wileńskiej Imperium Rosyjskiego. W 1905 roku folwark Krapotkina liczył 19 mieszkańców, 3000 dziesięcin; folwark Skrebnickich liczył 21 mieszkańców, 21 dziesięcin.
Po I wojnie światowej pod administracją polską, w Zarządzie Cywilnym Ziem Wschodnich. W latach 1920–1922 w składzie Litwy Środkowej.
Od 11 kwietnia 1922 majątek leżał w Polsce, w województwie wileńskim, w powiecie święciańskim, od 1926 roku w powiecie postawskim, w gminie Kobylnik.
W 1931 wieś w 4 domach zamieszkiwały 83 osoby.
W 1938 roku miejscowość należała do gromady Kobylnik gminy Kobylnik.
Do 1945 w Polsce. Od 1946 roku w granicach Związku Sowieckiego. Od 1991 w niepodległej Białorusi.

## Dwór Świętorzeckich
Dwór został zbudowany około 1840 roku. Wokół niego znajdował się park, budynek gospodarczy, młyn wodny, sady i browar. Po agresji ZSRR na Polskę we dworze mieścił się szpital, podczas okupacji niemieckiej magazyn wełny. W 1943 roku dwór został spalony przez partyzantów. Do dzisiaj zachował się browar z 1845 roku i kamienny świren.